# واتانابه موریتسونا
واتانابه موریتسونا (انگلیسی: Watanabe Moritsuna; ۱ ژانویهٔ ۱۵۴۲ – ۱ ژانویهٔ ۱۶۲۰) یک سامورایی از خاندان واتانابه اهل ژاپن بودو او در خدمت خاندان توکوگاوا بود و در ولایت میکاوا متولد شده بود. او در سال ۱۵۵۷ به توکوگاوا ایه‌یاسو پیوست و در نبردهای معروفی چون نبردهای نبرد آنه‌گاوا (۱۵۷۰)، نبرد میکاتاگاهارا (۱۵۷۳) و نبرد ناگاشینو (۱۵۷۵) شرکت کرد و به دلیل مهارتش در نیزه به «یاری نو هانزو» (Spear Hanzo) ملقب شد، اما همچنین باید او را از سامورایی توکوگاوا هاتوری هانزو که «اونی نو هانزو» نامیده می‌شد متمایز کرد.